# Novedades Carminha
Novedades Carminha va ser un grup musical gallec de rock de garatge i funk format el 2007 i dissolt el 2022. En els seus començaments es feien anomenar Novedades Farinha. El nom del grup és un homenatge a Carminha i la seva botiga de llenceria situada al barri vell de Santiago de Compostel·la.
El 2008 va gravar la seva primera maqueta, Grandes èxitos, als estudis Pousada Son d'Ames. Aquell mateix any van publicar la cançó «Vai ao caralho» dins del recopilatori Matado per la muerte, publicat per Bowery Records.

## Membres
- Carlos Pereiro «Carlangas»: guitarra i veu principal[4]
- Adrián Díaz Volta «Jarri»: baix i cors
- Xavi G. Pereiro: bateria i cors
- Anxo Rodriguez Ferreira: guitarra, teclat electrònic i cors

## Discografia
- 2008: Grandes éxitos
- 2009: Te vas con cualquiera
- 2010: Sinceramente Carminha
- 2011: Jódete y baila
- 2014: Juventud infinita
- 2016: Campeones del mundo
- 2019: Ultraligero[5]